# 葉夫亨·科爾尼丘克
葉夫亨·沃洛迪米羅維奇·科爾尼丘克（羅馬化：Yevhen Volodymyrovych Korniichuk；1966年10月18日—），烏克蘭政治人物，現任烏克蘭最高拉達（國會）議員及駐以色列特命全權大使。2007至2010年間曾任烏克蘭司法部第一副部長。烏克蘭社會民主黨前黨員及領導人（2006年11月至2011年12月）。